# Acerotella evanescens
Acerotella evanescens är en stekelart som först beskrevs av Jean-Jacques Kieffer 1914.  Acerotella evanescens ingår i släktet Acerotella och familjen gallmyggesteklar. Inga underarter finns listade i Catalogue of Life.